# Stazione di Cecchina-Genzano
La stazione di Cecchina-Genzano era una stazione ferroviaria posta sulla linea Albano-Nettuno, al servizio della frazione omonima del comune di Albano Laziale. Era affiancata nel servizio dalla stazione di Cecchina, posta sulla linea Roma-Velletri, attiva e gestita dal 2001 da RFI.

## Storia
La stazione venne inaugurata il 26 marzo 1884 in concomitanza con l'apertura al traffico della ferrovia Albano-Nettuno.
Nel 1907 la stazione fu soggetta a degli ampliamenti tra i quali il prolungamento di un binario.
Nel 1927, a causa della marginalità del percorso e dello scarso traffico, venne chiuso il tratto da Albano alla stazione, divenendo entrambe impianti terminali; nel 1938, a causa del completamento della ferrovia Roma-Formia-Napoli, venne chiuso anche il tratto da Cecchina ad Aprilia causando la soppressione dell'impianto: le sue strutture e il piazzale vennero annesse a quelle della stazione delle FS utilizzando i binari esistenti come binari di scalo e le strutture come depositi di materiale.

## Strutture e impianti

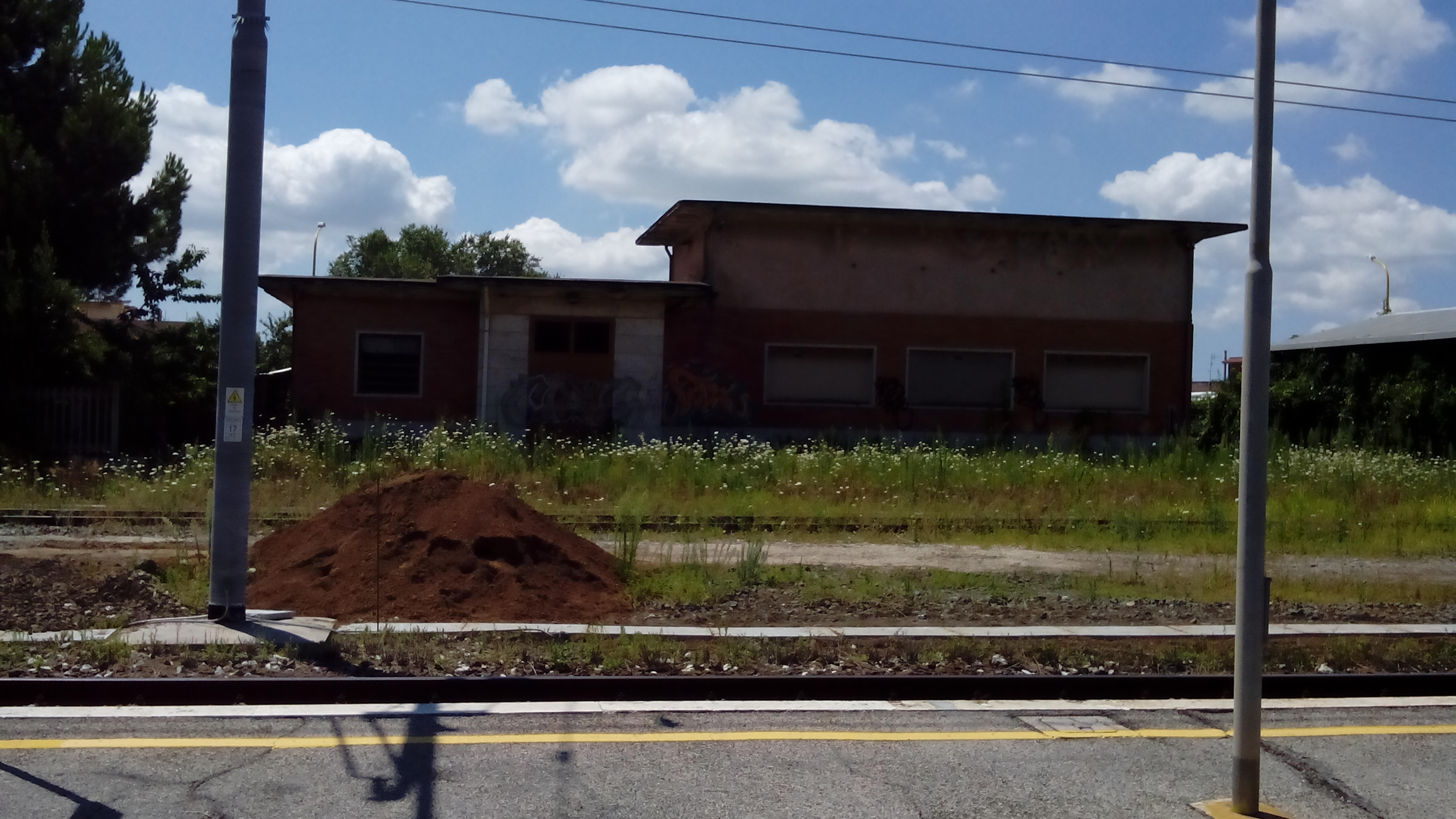
Fabbricati in disuso della stazione

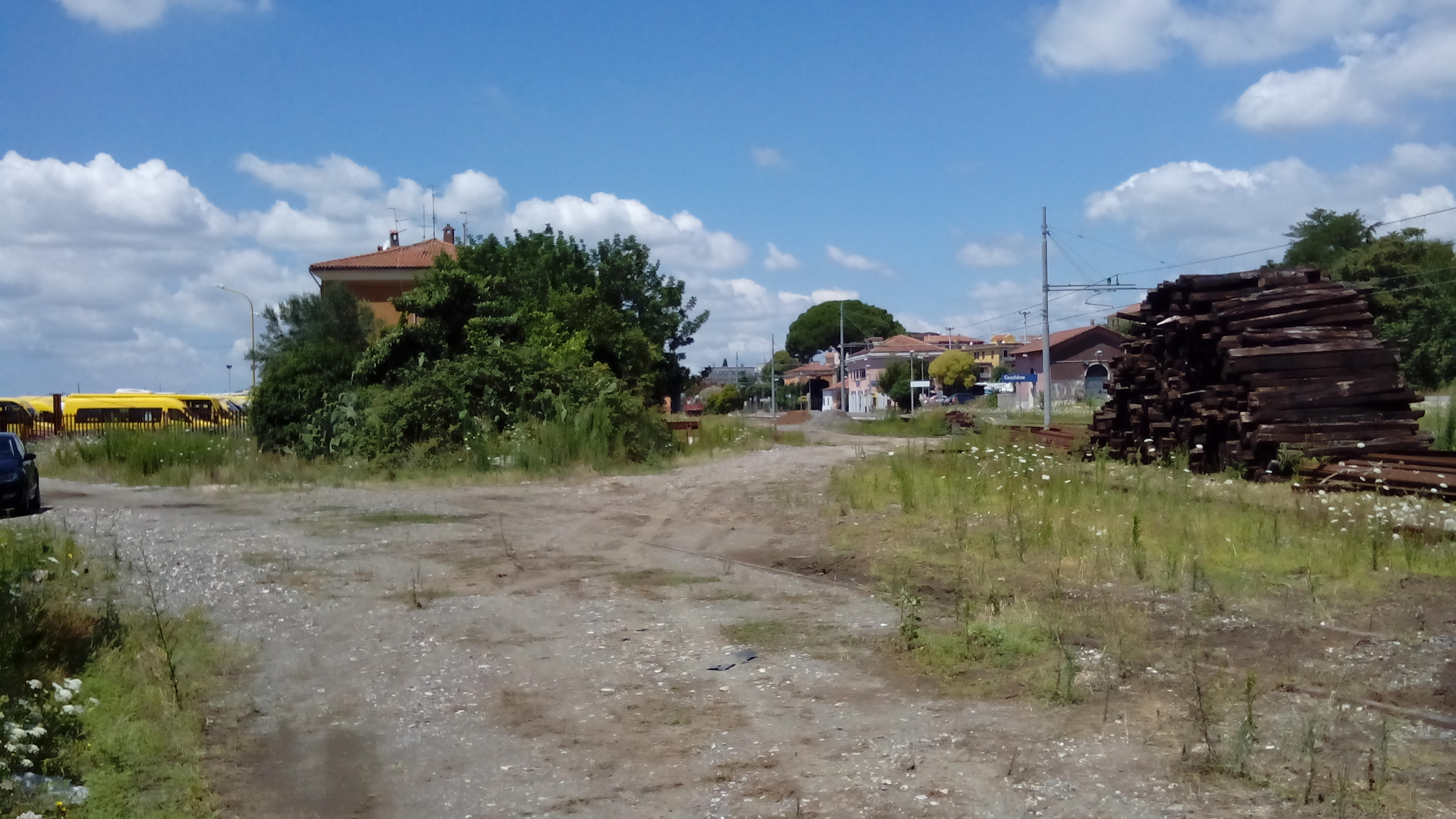
Veduta dei due impianti dal lato Nettuno/Velletri

La stazione disponeva di un fabbricato viaggiatori, di un piccolo fabbricato per i servizi igienici e di 3 banchine che servivano rispettivamente i binari 1 nord, 1 sud e il binario da Albano. Complessivamente l'impianto comprendeva 5 binari collegati l'uno con l'altro, più condivideva gli altri della stazione di Cecchina, 6 in tutto.
Secondo la planimetria ufficiale del 1º gennaio 1894 realizzata dalle Ferrovie Secondarie Romane ed edita dalle Società per le Strade Ferrate del Mediterraneo, oltre ai 5 più 6 binari, la stazione comprendeva anche una piattaforma girevole collegata ad un binario che incrociava verticalmente gli altri collegato a sua volta al tronchino dello scalo merci di Cecchina FS; lato Nettuno è presente anche una casa cantoniera, al 2014 ancora presente e restaurata.

## Movimento
La stazione fu interessata durante il periodo del servizio da entrambi i traffici passeggeri e merci, proveniente da entrambe le linee.

## Interscambi
La stazione permette i seguenti interscambi:
- Stazione ferroviaria (Cecchina FS)